# More Abba Gold – More Abba Hits
More Abba Gold – More Abba Hits (av musikgruppen skrivet More ABBA Gold – More ABBA Hits) är ett samlingsalbum med sånger av den svenska popgruppen Abba, utgivet 1993. 

## Historik
Albumet är en uppföljare till Abba Gold – Greatest Hits, som gavs ut 1992. Skivan innehåller tjugo låtar, varav de flesta givits ut på singelskiva under Abbas faktiska karriär. Därutöver valde skivbolaget Polygram att även ta med albumspår och B-sidor såsom "I Wonder (Departure)", "When I Kissed the Teacher", "Cassandra" och "The Way Old Friends Do". Dessutom godkände bandmedlemmarna och låtskrivarna Benny Andersson och Björn Ulvaeus att en tidigare outgiven Abba-låt, "I Am the City" från 1982, togs med i sin helhet. Tillsammans med en alternativ mix av B-sidan "Lovelight" samt en för skivan förkortad version av "The Visitors" var detta första gången som dessa nådde allmänhetens öron.
More Abba Gold – More Abba Hits återutgavs 1999, då den nådde sin hittills högsta placering på den svenska försäljningslistan med en tredjeplats, och på denna version ändrades "Lovelight" till den ursprungliga mixen som utgavs 1979 och istället för den nerkortade versionen av "The Visitors" tog man istället med originalversionen från 1981. Samlingsalbumet gavs återigen ut 2008 och då i delvis ny omslagsdesign. 

## Låtlista
1. Summer Night City (1978)
2. Angeleyes (från Voulez-Vous 1979)
3. The Day Before You Came (från The Singles: The First Ten Years 1982)
4. Eagle (från The Album 1977)
5. I Do, I Do, I Do, I Do, I Do (från Abba 1975)
6. So Long (från Abba 1975)
7. Honey, Honey (från Waterloo 1974)
8. The Visitors (från The Visitors 1981)
9. Our Last Summer (från Super Trouper 1980)
10. On and On and On (från Super Trouper 1980)
11. Ring Ring (från Ring Ring 1973)
12. I Wonder (Departure) (från The Album 1977)
13. Lovelight (1979)
14. Head Over Heels (från The Visitors 1981)
15. When I Kissed the Teacher (från Arrival 1976)
16. I Am the City (1982)
17. Cassandra (1982)
18. Under Attack (från The Singles: The First Ten Years 1982)
19. When All is Said and Done (från The Visitors 1981)
20. The Way Old Friends Do (från Super Trouper 1980)

## Övrigt
- 1994 släpptes Mas Oro: Mas Abba Exitos som en uppföljare till Oro – Grandes Éxitos och innehöll både engelska och spanska låtar.
- En VHS (och senare DVD) släpptes med de musikvideor som gruppen gjorde till elva av låtarna, plus videon till "Happy New Year".
- Skivan släpptes 1993 i en box tillsammans med Abba Gold – Greatest Hits under namnet Forever Gold.